# William M. Hutchison
William McPhee Hutchison (* 2. Juli 1924 in Glasgow; † 28. Dezember 1998) war ein britischer Biologe.
Hutchison entdeckte Mitte der 1960er Jahre, damals an der University of Strathclyde in Glasgow, dass der Toxoplasmose-Parasit von Katzen auf den Menschen übertragen werden kann und in Oozysten-Form bis zu ein Jahr überleben konnte. Er untersuchte mit Jørgen C. Siim und anderen dessen Lebenszyklus. In den 1970er und 1980er Jahren untersuchte er mit anderen zum Beispiel die Zystenbildung und Vermehrung des Parasiten mit dem Elektronenmikroskop.
Der Parasit gilt im Allgemeinen als harmlos beim Menschen, kann aber bei geschwächtem Immunsystem (wie bei Aids oder in der Schwangerschaft) zu Problemen führen.
1970 erhielt er den Robert-Koch-Preis mit Jorgen C. Siim. 1972 wurde er zum Fellow der Royal Society of Edinburgh gewählt.